# P.T. (gra komputerowa)
P.T. (ang. Playable Teaser) – gra komputerowa stworzona przez studio Kojima Productions i wydana przez Konami. Powstała przy współpracy Hideo Kojimy i reżysera filmowego Guillerma del Toro oraz aktora Normana Reedusa.
P.T. zostało wydane 12 sierpnia 2014 roku na platformie PlayStation 4 za darmo poprzez usługę PlayStation Network. Gra była interaktywnym zwiastunem zaplanowanej kolejnej części serii Silent Hill, zatytułowanej Silent Hills. Pomimo dużej popularności, Konami anulowało produkcję Silent Hills, a P.T. zostało usunięte z PlayStation Network bez możliwości ponownego jej pobrania. Spowodowało to ogromne oburzenie graczy i liczne głosy krytyki.
Gra spotkała się z pozytywnym odbiorem recenzentów. Chwalono min. reżyserię, grafikę, fabułę i atmosferę rozgrywki. We wrześniu 2014 roku potwierdzono, że grę pobrano ponad milion razy.

## Rozgrywka i fabuła
Głównym bohaterem gry jest nieznany graczowi mężczyzna, który budzi się w opuszczonym korytarzu domu w którym znajdują się tylko min. kilka mebli, obrazy, wejście do łazienki, zamknięte drzwi wyjściowe, niedostępne drugie piętro, telefon oraz schody do drzwi do piwnicy. Całość jest swojego rodzaju pętlą, gdyż główny bohater przechodząc przez drzwi do piwnicy pojawia się dokładnie na początku tego samego korytarza. W trakcie każdej pętli, gracz musi rozwikłać konkretne zagadki które pozwolą mu dostać się do następnej pętli. W trakcie rozgrywki gracz może natrafić na ducha zamordowanej kobiety Lisy, której atak resetuję pętlę i przywraca gracza na jej początek; nie można się przed nią również obronić – główny bohater może jedynie poruszać się po korytarzu i zbliżyć ekran żeby lepiej przyjrzeć się obiektom.
Po ukończeniu ostatniej zagadki, główny bohater wydostaje się z korytarza na ulice opuszczonego miasta, prezentują się nazwiska twórców Hideo Kojimy i Guillerma del Toro, gracz poznaje głównego bohatera (granego przez Normana Reedusa), a na koniec zaprezentowane zostają tytuły Silent Hills i Playable Teaser.

## Produkcja i odbiór
P.T. zostało po razy pierwszy zaprezentowane na Gamescom 2014 jako demo tajemniczej gry survival horror. Została udostępniona za darmo na PlayStation Network 12 sierpnia 2014 roku, jednakże nie promowano jej jako kolejną grę z serii "Silent Hill" – twórcy zdecydowali się pozostawić tę informację aż na sam koniec teaseru; wymagane było pełne przejście gry, żeby dowiedzieć się czym jest ów projekt. Również studio odpowiedzialne za grę – Kojima Productions – użyło pseudonimu "7780s Studio".
P.T. zdobyło ogromne uznanie wśród graczy i krytyków, pomimo faktu iż nie było de facto grą, P.T. znalazło się na wielu listach najlepszych gier roku 2014, min. na listach GameStop i IGN, zdobyło nagrodę najstraszniejszej gry roku według Giant Bomb, najstraszniejszej gry według Bloody Disgusting oraz znalazło się na miejscu 10tym najlepszych gier 2014 roku według Polygon.

## Usunięcie i wpływ
Konami poinformowało, iż 29 kwietnia 2015 roku teaser zostanie usunięty z sieci PSN i w maju 2015 potwierdzono, że usunięto go z serwerów dla wszystkich – nawet dla tych którzy posiadali P.T. w bibliotece. Usunięcie P.T. i anulowanie Silent Hills spotkało się z ogromną krytyką Konami przez fanów i krytyków. Polygon opisał sytuację "najbardziej nieodpowiedzialną i tchórzliwą decyzją" ze strony Konami. Konsole PlayStation 4 z zainstalowanym P.T. pojawiały się na aukcjach na eBay za ponad 1,000 dolarów. Konami zablokowało również możliwość uruchomienia gry na PlayStation 5 pomimo wstecznej kompatybilności z PlayStation 4.
Ogromna popularność teaseru spowodowała powstanie gier inspirowanymi P.T., min. Visage, Layers of Fear, Allison Road i Evil Inside.
4 lipca 2018 roku, Qimsar, 17-letni deweloper i fan P.T., stworzył własny remake gry i udostępnił go za darmo – 13 lipca 2018 jednakże Konami zamknęło projekt z powodów prawnych.